# Daniel Leani
Daniel Oscar Leani (né le 31 octobre 1964 à San Martín en Argentine) est un footballeur argentin qui évoluait au poste d'attaquant.

## Biographie
Il termine meilleur buteur de la deuxième division argentine en 1988, inscrivant 24 buts avec le Quilmes AC.
Il marque un total de 13 buts en première division, et 38 buts en deuxième division.

## Palmarès
Quilmes
- Championnat d'Argentine D2 :
  - Meilleur buteur : 1987-88 (24 buts).